# Rue Fernand-Widal
La rue Fernand-Widal est une voie du 13e arrondissement de Paris, en France.

## Situation et accès

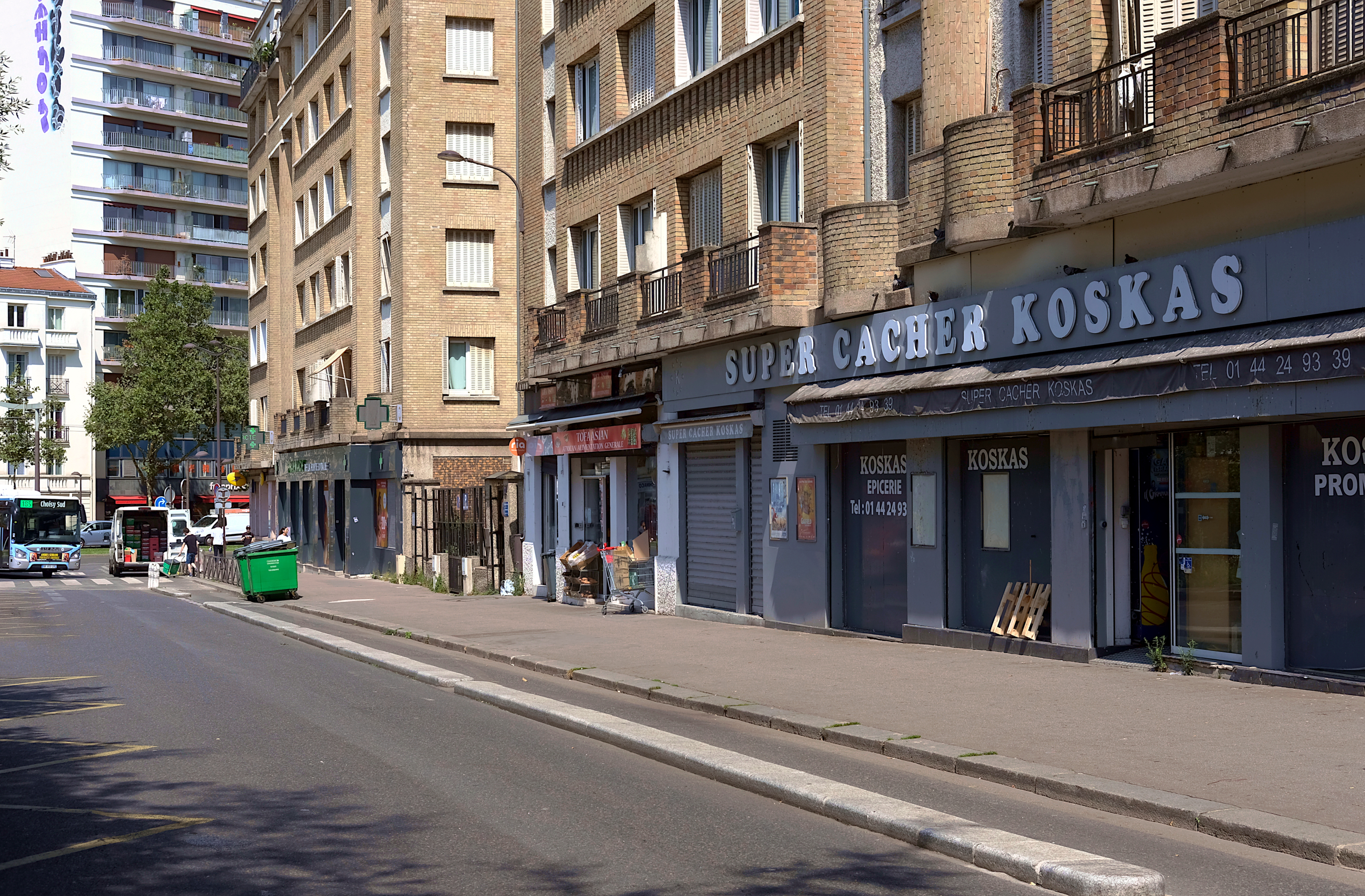
La rue vue en direction du boulevard Masséna.

La rue Fernand-Widal est une voie publique située dans le 13e arrondissement de Paris. Elle débute au 131, boulevard Masséna et se termine au 30, avenue Léon-Bollée.

## Origine du nom
Cette rue porte le nom de Fernand Widal (1862-1929), médecin français, membre de l'Académie de médecine et de l'Académie des sciences.

## Historique
Cette rue est ouverte en 1931 sur l'emplacement du bastion no 88 de l'enceinte de Thiers et prend sa dénomination actuelle l'année précédente.